# Euzopherodes charlottae
Euzopherodes charlottae is een vlinder uit de familie snuitmotten (Pyralidae). De wetenschappelijke naam is voor het eerst geldig gepubliceerd in 1914 door Rebel.
De soort komt voor in Europa.